# گل قرن

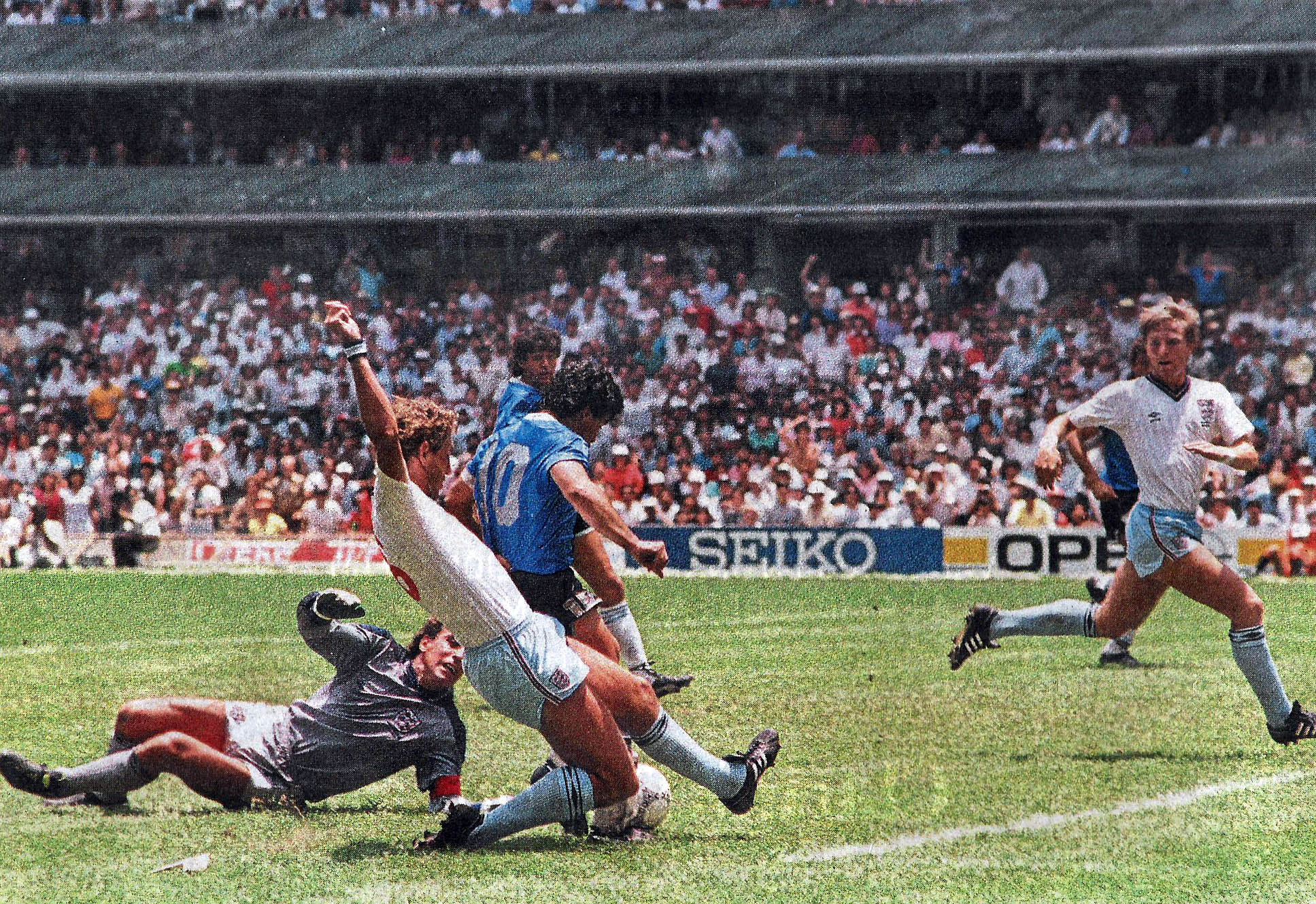
لحظهٔ شوتی که منجر به گل قرن شد.

«گل قرن» (انگلیسی: Goal of the century، اسپانیایی: Gol del Siglo‎) عبارتی است که برای توصیف گل دوم دیگو مارادونا، بازیکن فوتبال پیشین آرژانتینی، در مسابقه یک‌چهارم نهایی بین آرژانتین و انگلیس در جام جهانی فوتبال ۱۹۸۶ استفاده می‌شود. این گل در ۲۲ ژوئن ۱۹۸۶ در ورزشگاه آزتکا در مکزیکو سیتی زده شد.
این گل در نظرسنجی انجام شده توسط فیفا که بیش از ۳۴۰ هزار رای در آن شرکت کردند، به عنوان بهترین گل جام‌های جهانی انتخاب شد و به عنوان «گل قرن» شناخته می‌شود. از این گل به عنوان بهترین گل جهان و بهترین گل در تاریخ جام جهانی نیز یاد می‌شود.

## شرح
تنها ۴ دقیقه پس از گل نخست که به نام دست خدا شناخته می‌شود، در دقیقهٔ ۵۵ بود که کوچیفیو با خنثی کردن حملهٔ انگلیس، توپ را ربود و به انریکه پاس داد. انریکه هم پس از جا گذاشتن بیردزلی، آن را به مارادونا سپرد. کاپیتان آرژانتین با چرخیدن، هم مهاجم و هم رید، که راهش را سد می‌کردند، پشت سر گذاشت.
من سراغ او رفتم، اما او به چرخید و این گونه یک متری دور شد. پا به توپ زد و برگشت. این چرخش از تعادل و کلاس بالایی برخوردار بود. سریع بود، برای من خیلی سریع بود، من دونده سرعت نبودم و علاوه بر این، من با مشکلات مچ پا به بازی آمده بودم. من با درد بازی کردم.— پیتر رید.
او سپس به سرعت سمت قوس محوطهٔ جریمهٔ انگلیس دوید و در راه از دست بوچر فرار کرد.
من از ضربه‌ای که در گل دوم خوردیم خیلی عصبانی شدم. بقیهٔ بازیکنان را انگار فقط یک بار زد، ولی این احساس را داشتم که مرا دو بار زده.— تری بوچر.

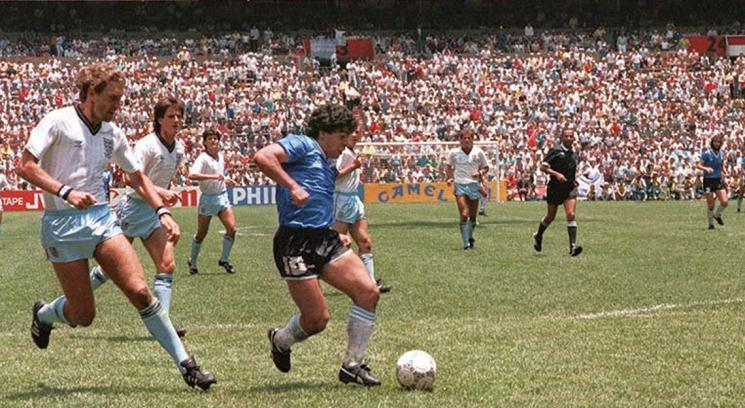
مارادونا پس از پشت سر گذاشتن دفاع، به دروازه‌بان می‌نگرد تا او را هم دریبل دهد.

او قبل از این که سرانجام وارد محوطهٔ جریمه شود، فنویک را هم دریبل کرد.
در نیمهٔ اول به دلیل خطا کردن روی او کارت زرد گرفته بودم. من او را بسیار آزار داده بودم و در آن لحظه اگر خطا می‌کردم، از آخر خط دفاعی اخراج می‌شدم. در شرایط دیگر من او را سرنگون می‌کردم، اما مجبور شدم در کمتر از یک ثانیه تصمیم بگیرم؛ و در حالی که من مردد بودم، او وارد محوطه شد و گلزنی کرد.— تری فنویک
با نزدیک شدن او، شیلتون از دروازه خارج شد تا فضا را تنگ کند و مارادونا آن را با رفتن به سمت راست دریبل کرد و گل را در حالی که بوچر تلاش می‌کرد توپ را از او بگیرد، به گل نشاند و بازی ۲ بر ۰ شد.
مارادونا توپ را در حالی جلو می‌آورد که بوچر درست پشت گردنش بود. ۹۹ درصد بازیکنان در چنین شرایطی شوت به دروازه را انتخاب می‌کنند. من انتظار این را داشتم و آماده بودم. اما وقتی بوچر روی او خطا کرد، او فقط لگد زد. خودم را پرت کردم اما نیم‌ثانیه دیر بود. نزدیک بود توپ را لمس کنم، اما نتوانستم و این یک گل بود. استادیوم منفجر شد.— پیتر شیلتون
گزارش این گل توسط روزنامه‌نگار اروگوئه‌ای، ویکتور هوگو مورالس، در رادیو آرژانتین به صدایی خاطره‌انگیز بدل شده‌است:
او قصد داره برای مارادونا بازی کنه، حالا مارادونا به توپ رسیده، گل دوم رو هدف گرفته، مارادونا پا به توپ شده، نبوغ فوتبال جهان از راست حرکت می‌کنه، خط رو جا گذاشته و میره تا برای بوروچاگا بازی کنه… همینجور مارادوناست! نابغه! نابغه! نابغه! ت-ت-ت، ت-ت-ت-تخ… گـُـل… گل… میخوام گریه کنم! خدایا فوتبال رو نگهش دار! گل! مارادونا! این گریهٔ منو درآورده، منو ببخشین… مارادونا، در یک مسابقه به یاد ماندنی، در بازی همه زمان‌ها… بادبادک کیهانی… از کدوم سیاره اومده که اینقدر راحت انگلیسی‌ها رو جا بذاره، که این‌طوری برای آرژانتین مشت‌هاشو بالا ببره؟ آرژانتین ۲ - انگلیس ۰. دیگووووو، دیگوووو، دیگوووو آرماندو مارادونا… خدا رو شکر برای فوتبال، برای مارادونا، برای این اشک‌ها، برای این آرژانتین ۲ - انگلیس ۰.— ویکتور هوگو مورالس.

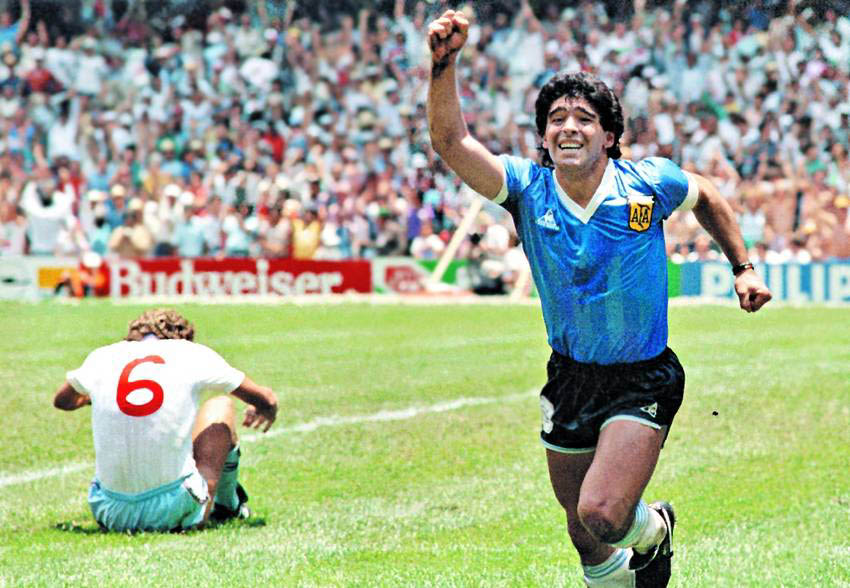
خوشحالی پس از گل مارادونا، با دست‌هایی مُشت کرده.

اصطلاح «بادبادک کیهانی» در اشاره به انتقاداتی بود که روزنامه‌های حامی منوتی علیه مارادونا و دیگر بازیکنان پشتیبان بیلاردو استفاده می‌کردند و از حرف منوتی، که مارادونا و مورالس را بادبادک‌های پشت‌سر بیلاردو خطاب کرده‌بود، ناشی می‌شد. در اینجا گزارشکر از این اصطلاح برای ستایش مارادونا استفاده کرد:
اگر از نظر فنی بنگریم، مارادونا از سال ۱۹۸۴ که در بارسلونا مصدم شد، دیگر کارایی قبل را ندارد. به عنوان یک مرد هم، او حالا در حلقهٔ دوستانش است و مثل یک بادبادک می‌ماند. مگر نه؟— سزار لوئیس منوتی.